# Thomas Müntzer
Thomas Müntzer (n. 1489, Stolberg, County of Stolberg⁠(d), Germania – d. 27 mai 1525, Mühlhausen/Thüringen, Turingia, Sfântul Imperiu Roman) a fost un teolog evanghelist și revoluționar din timpul Războiului Țărănesc German.
Müntzer a fost preot de religie protestantă și unul dintre admiratorii lui Martin Luther, fiind preot până a fost îndepărtat. El s-a opus și a dezaprobat nu numai dictatura spirituală a papei de la Roma, ci și oprimarea maselor în general. Din cauza poziției radicale și textelor sale revoluționare, se va depărta de Luther și se va apropia de mișcarea țărănească.
Țăranii germani s-au răsculat în anul 1524, astfel că, în anul următor, are loc ceea ce este cunoscut drept Războiul Țărănesc German, conducătorul acestora fiind Thomas Munzer. Armata sa, compusă din 40.000 de țărani, avea drept scop distrugerea mănăstirilor și omorârea nobilimii. Deși mai mică, armata nobiliară era bine instruită, astfel încât aceștia au învins armata lui Müntzer, omorând circa 30.000 de oameni. Munzer a fost rănit, luat prizonier și omorât prin schingiuire.